# Liefdesstrijd
Liefdesstrijd is een Nederlandse stomme film uit 1915 onder regie van Maurits Binger.

## Verhaal
Kate van Marlen is dolgelukkig met haar partner, graaf Alfred van der Loo. Hij heeft echter geen serieuze plannen met haar en vertelt nooit met haar te zullen trouwen. De jonge, kranige cavalerie-luitenant graaf Ruprecht van Halden denkt hier anders over: voor hem is freule Kate het ideaal. Hij maakt het jonge meisje het hof en dingt naar haar hand. Kate doet nog eenmaal een poging om Alfred voor zich te winnen. Tijdens een tuinfeest bekent ze hem daar nog eens haar liefde, maar Alfred weigert.
Uit wraak verlooft Kate zich onmiddellijk met Ruprecht en nog tijdens hetzelfde feest wordt de verloving bekendgemaakt. Alfred komt haar cynisch gelukwensen, waarna ze in onmacht valt. Bij de receptie ter gelegenheid van haar bruiloft maakt het jonge nichtje Alice, dat bij haar moeder - de barones - is gelogeerd, een grote indruk op Alfred. Dit brengt Kate geheel van streek: ze drinkt overvloedig en flirt met een goede vriend van haar aanstaande echtgenoot. Niet veel later biecht ze aan Ruprecht op een ander lief te hebben. Ruprecht vertrekt daarop naar Nederlands-Indië. Enige tijd later komt de dokter bij de achtergebleven vrouw en constateert dat een baby op komst is. Kate besluit haar echtgenoot niet in te lichten en voedt haar zoontje op als alleenstaande moeder.
Vier jaar later keert Ruprecht terug naar Nederland. Ondertussen trouwt Alfred met Alice, maar het blijkt een ongelukkig huwelijk te zijn: de vroegere losbol verveelt zich spoedig. In de veronderstelling dat Ruprecht nog steeds in Nederland-Indië is, brengt hij een bezoek aan Kate om een affaire met haar te beginnen. Kate heeft hier echter geen behoefte aan en wijst hem de deur. Alfred zoekt heil in de drank en kort daarna stuurt Alice hem het huis uit. Dronken bezoekt hij een casino, waar hij Ruprecht tegen het lijf loopt. Alfred daagt hem uit tot een duel in een bos en raakt daarbij zwaargewond.
Uiteindelijk verzoent Kate met Ruprecht. Alfred wordt ondertussen gespot door een man die hij ooit heeft verraden. De man zint op wraak, bindt Alfred vast aan een boom en verbrandt hem levend. Alice, die inmiddels ongerust is geworden, vindt hem en bevrijdt hem uit de brand. Eenmaal teruggekeerd naar huis sterft hij aan de verwondingen.

## Rolbezetting
| Acteur                 | Personage             |
| ---------------------- | --------------------- |
| Annie Bos              | Kate van Marlen       |
| Willem van der Veer    | Alfred van der Loo    |
| Florent La Roche jr.   | Ruprecht van Halden   |
| Paula de Waart         | Kate's moeder         |
| Martha Walden          | Alice                 |
| Jan van Dommelen       | Wraakzuchtige pachter |
| Christine van Meeteren |                       |
| Louis H. Chrispijn     |                       |
| Louis Bouwmeester      | Achthoven             |
| Fred Homann            |                       |

## Productie
In een spectaculaire scène is Alfred vastgebonden aan een boom, terwijl een bosbrand uitbreekt. De film werd voor het merendeel in Haarlem opgenomen, waardoor het om veiligheidsredenen van de inwoners niet mogelijk was een gebied in brand te steken. Uiteindelijk werd er een stuk bos gekocht van 1600 m², dat later werd platgebrand.

## Ontvangst
Recensent van artistiek weekblad De kunst schreef "veel waardering" te hebben voor film; "zowel om de mooie, heldere, lichtvolle opnamen als om het algemeen zeer goede spel der artiesten. Annie Bos vooral ontwikkelt zich meer en meer tot een filmactrice. Haar spel is rustig en goed overwegen, en haar mimiek is duidelijk en sprekend."